# Tig Notaro
Mathilde O'Callaghan „Tig“ Notaro (* 24. března 1971 Jackson, Mississippi, USA) je americká stand-up komička, scenáristka a herečka.
V 90. letech 20. století působila jako manažerka hudebních skupin. Ve druhé polovině této dekády se začala věnovat také stand-up komedii a vystupovala v různých klubech v Los Angeles. Po roce 2000 se začala objevovat v televizi, hrála například v sitcomech The Sarah Silverman Program (2007–2010) či In the Motherhood (2009). Roku 2013 debutovala ve filmu snímkem Hlas, posléze se objevila například ve filmech Ulička hanby (2014), Komik Henry (2016), Dog Days (2018), Lucy in the Sky (2019) či Armáda mrtvých (2021). V roce 2022 spolurežírovala film Am I OK? Hostovala například v seriálech Zpátky do školy, Kancl, Amyino plodné lůno, Transparent nebo Huangovi v Americe. Je spoluautorkou seriálu One Mississippi, ve kterém rovněž ztvárnila jednu z hlavních rolí. V roce 2019 začala působit v seriálu Star Trek: Discovery.
V roce 2015 si vzala herečku a komičku Stephanie Allynne. Roku 2016 se páru narodila dvojčata-synové, kteří byli počati ze Stephanieiných vajíček prostřednictvím náhradní matky.